# Matrixnorm
Een matrixnorm is een uitbreiding van het begrip norm tot matrices.
Matrices van afmeting {\displaystyle m\times n} met elementen uit een lichaam/veld {\displaystyle K} vormen met de gebruikelijke optelling en scalaire vermenigvuldiging een vectorruimte {\displaystyle K^{m\times n}.} Op deze ruimte kan een norm gedefinieerd worden.